# Sten Nyström
Sten Ludvigh Nyström, född 20 augusti 1918 i Stockholm, död 18 februari 1989 i Sölvesborg, var en svensk militär, tecknare och målare.
Han var son till översten Per Ludvig Nyström och Hild Theoander och mellan 1943 och 1978 gift med Marianne Friberg. Nyström studerade målning vid Høyers målarskola i Köpenhamn 1936 och vid Otte Skölds målarskola i Stockholm 1937. Han var anställd inom svenska försvaret som officer (kapten) 1938–1946. Tillsammans med Hans Bendix ställde han ut på Samlaren i Stockholm 1938 och separat ställde han bland annat ut på Galerie Catharina i Stockholm 1956. Han medverkade i Nationalmuseums utställning Unga tecknare och i ett antal grupp- och samlingsutställningar. Hans konst består av geometriska formkombinationer, kompositioner med byggnader och målningar med en nonfigurativ karaktär. Sten Nyström är begravd på Rasbo gamla kyrkogård.